# Garhmukteshwar
Garhmukteshwar (Hindi गढ़मुक्तेश्वर Gaṛhmukteśvar) ist eine Stadt im nordindischen Bundesstaat Uttar Pradesh.
Garhmukteshwar liegt in der nordindischen Ebene am Westufer des Ganges 85 km östlich der Bundeshauptstadt Neu-Delhi. 
Die Stadt befindet sich im Distrikt Hapur 30 km östlich der Distrikthauptstadt Hapur.
Die nationale Fernstraße NH 24 (Ghaziabad–Moradabad) führt durch die Stadt.
Garhmukteshwar besitzt als Stadt den Status eines Nagar Palika Parishad. Die Stadt ist in 25 Wards gegliedert. Beim Zensus 2011 hatte Garhmukteshwar 46.077 Einwohner.